# 黃貢
黃貢（1892年—？），越南工程師、政治人物，曾出任越南國國家經濟總長。

## 生平
1892年，黃貢出生於越南北方山西省（今屬河內市）。:21,23
1919年至1920年，在海防任機械工程公司（Société des Constructions Mécaniques）工程師。:22,231920年至1924年，在河內任印度支那菸草公司（Société des Tabacs de l'Indochine）技術總監。:22,23
1949年至1950年，黃貢任越南國工商業部長。:22,23:56,65
1950年，阮攀龍辭職，黃貢出任新組建的陳文友政府的國家經濟總長。:71